# Santarém (Pará)
Santarém (AFI: [sɐ̃taˈɾẽj]) é um município brasileiro do estado do Pará, sede da Região Geográfica de Santarém e o terceiro mais populoso do estado, atrás somente da capital paraense (Belém) e Ananindeua, sendo o principal centro urbano, financeiro, comercial e cultural do oeste do estado.
É também sede da Região Metropolitana de Santarém, o segundo maior aglomerado urbano do Pará. Pertence à mesorregião do Baixo Amazonas e a microrregião de mesmo nome. Situa-se na confluência dos rios Tapajós e Amazonas. Localizada a cerca de 800km das metrópoles da Amazônia (Manaus e Belém), ficou conhecida poeticamente como "Pérola do Tapajós".
Em 2022, sua população foi estimada pelo Instituto Brasileiro de Geografia e Estatística (IBGE) em 331 942 habitantes, sendo então o terceiro município paraense mais populoso, o oitavo mais populoso da Região Norte e o 82º mais populoso município do Brasil. Ocupa uma área de 17.898,389 km², sendo que 97km² estão em perímetro urbano.
Fundada em 22 de junho de 1661, é uma das cidades mais antigas da região da Amazônia. Em 1758 foi elevada a categoria de vila e quase um século depois em consequência de seu notável desenvolvimento foi elevada a categoria de cidade em 24 de outubro de 1848. Está incluída no plano das cidades históricas do Brasil, sendo uma das mais antigas e culturalmente significativas cidades do Pará.
Por causa das águas cristalinas do Rio Tapajós, conta com mais de 100 quilômetros de praias que mais se parecem com o mar. É o caso de Alter do Chão, conhecida como "Caribe Brasileiro" e escolhida pelo jornal inglês The Guardian como uma das praias mais bonitas do Brasil e a praia de água doce mais bonita do mundo. Lá é o palco de uma das maiores manifestações folclóricas da região, o Sairé, que atrai turistas do mundo todo. Segundo dados de 2021, ostenta um Produto Interno Bruto (PIB) de R$ 6,39 bilhões, sendo o sétimo município com maior PIB do estado.

## Etimologia
O nome "Santarém" é uma homenagem dada pelos colonizadores lusos à cidade portuguesa homônima, famosa por suas regiões vinícolas, havendo mesmo uma variedade de uva trincadeira de formato oval chamada também Santarém. O nome de Santarém deriva por sua vez de homenagem a Santa Irene, mártir cristã de Portugal Visigodo que teria aí falecido.

## História

### Primórdios
Registros arqueológicos estimam que a presença humana na atual zona urbana de Santarém anteceda a chegada dos europeus em alguns séculos, aproximadamente no século X. Estes vestígios de elementos culturais são conhecidos como cultura arqueológica Santarém ou cultura arqueológica tapajônica.
Assim, a presença europeia na região da foz do rio Ipixuna (atual Tapajós) tem início com a expedição do espanhol Francisco de Orellana que, acompanhado de Gaspar de Carvajal e mais 50 homens, desceu o rio Amazonas, em meados de 1542, chegando às proximidades da foz do rio Ipixuna. A incursão realizada pela embarcação espanhola foi enfrentada por duas flotilhas de canoas de indígenas chefiados pelo Cacique Chipayo que saíram de um braço de rio. Apesar dos espanhóis terem sobrevivido ao ato de defesa das populações nativas, um do companheiros de Orellana morreu em menos de 24 horas, após ser ferido por uma flecha envenenada. Francisco de Orellana continuou sua expedição, porém, afastado das terras da foz do rio.
No ano de 1626, portanto, dez anos após a fundação de Belém, Pedro Teixeira junto a Frei Cristóvão, 26 soldados e numerosos índios exploravam o Rio Amazonas, quando se depararam com a aldeia de Tupuliçus na foz do Rio Tapajós e atracaram ali, onde se localiza a contemporânea localidade de Alter do Chão. A expedição foi bem sucedida sob o olhar colonial lusitano, pois os indígenas das etnias Tapajó e Urucucu (ou Aruryucuzes) que ali viviam já haviam entrado em contato com colonizadores europeus, principalmente espanhóis que passaram por ali gerando relações comerciais que mantiveram com as povoações que encontraram no caminho.

### Da Aldeia dos Tapajós à Vila de Santarém (1661-1758)
Posteriormente aos contatos com os exploradores europeus, coube aos jesuítas a fundação de uma aldeia com fins missionários, no lugar onde o padre Antônio Vieira esteve no primeiro semestre de 1659.
Assim, a contemporânea cidade de Santarém foi fundada então pelo padre luxemburguês João Felipe Bettendorff, vinculado à Ordem dos Jesuítas, em 22 de junho de 1661 sob o nome de "Aldeia dos Tapajós". Logo ao chegar, o religioso jesuíta construiu a primeira capela na região, chamando-a de Nossa Senhora da Conceição.
Durante a implantação desse núcleo urbano, os portugueses contaram com a interlocução de uma liderança indígena do povo Tapajó chamada de Maria Moaçara, filha da índia Anna com um português e viúva do chefe dos Tapajó, chamado de Principal Roque, ela gozava de prestígio social perante seu povo, ostentando entre os habitantes locais e, também perante as autoridades coloniais, o título de Principaleza dos Tapajós.
Em 1677, o padre jesuíta português Antônio Pereira ordena a destruição do Monhangarypy, um corpo mumificado de um antepassado mítico dos povos indígenas da região que constituía o principal local religioso do povo Tapajó que ainda restava desde a chegada dos colonizadores europeus no século XVII. A Principaleza Maria Moaçara, já convertida ao cristianismo, tenta intermediar com o padre uma solução amigável que não envolvesse a destruição do sítio religioso de seu povo, porém, não consegue obter êxito.
Na condição de aldeia mais populosa do rio Amazonas no século XVII, a Aldeia dos Tapajós era um ponto do qual partiam tropas militares portuguesas para guerrear com os povos indígenas da região, como o episódio militar ocorrido em 1686, quando os colonizadores portugueses, sob o comando do capitão-mor Hilário de Souza, arregimentaram uma tropa formada por indígenas Tapajó e Aruryucuzes, sob a chefia pelo capitão Orucará, que participaram em uma guerra contra os povos indígenas Aroaquizes e Carapitenas.
Com o progresso das missões, o colonizador português Francisco da Mota Falcão iniciou a construção de uma fortaleza, a qual foi terminada por seu filho, Manoel Mota Siqueira, em 1697. Essa fortaleza tinha a forma quadrada, com baluartes nos ângulos, foi o núcleo do futuro assentamento urbano onde se encontra a sede do município. A original aldeia indígena havia sido destruída com seus moradores sendo removidos para outros locais, alguns para a missão jesuíta, outros para a escravidão.
Em 1698, diante da escravização e violência praticada pelos colonizadores portugueses, os últimos integrantes dos povos indígenas Tapajó e Urucucú que habitavam a foz do rio Tapajós são removidos forçadamente pelos religiosos para a Missão de Cumarú, missão religiosa jesuíta originalmente criada para catequizar os indígenas Arapiuns. Esta missão passa a reunir os povos Arapium, Tapajó, Comandys, Goanacuás, Marxagoaras, Apuatiás, Arapucús, Andirágoaris, entre outros.
A partir do desenvolvimento da Aldeia dos Tapajós se originaram outras povoações, destacando-se a Aldeia de Tupinambarana ou Santo Inácio, originalmente fundada em 1669 no lago Uaicurapá pelo padre jesuíta Antônio da Fonseca e que mudou sua localização em 1737 para o local que ficaria conhecido como Boim, a Aldeia de São José de Matapus em 1722 (conhecida contemporaneamente como Pinhel, no município de Itaituba), fundada pelo padre jesuíta José da Gama, que então missionava os indígenas Arapiuns, e Borary ou Ybyrayb fundada no século XVII pelo padre jesuíta Antônio Pereira e que se reuniria diversos indígenas em 1738 no local posteriormente conhecido como Alter-do-Chão).
A Aldeia dos Tapajós foi elevada à categoria de vila em 14 de março de 1758 pelo governador da Província do Grão-Pará, Francisco Xavier de Mendonça Furtado, recebendo então o nome de Santarém em homenagem a cidade portuguesa do mesmo nome. No mesmo ano, a Aldeia de Borary também foi elevada à categoria de vila, porém, no século XIX, retornaria à condição de freguesia.

### Da vila ao contemporâneo município de Santarém (1758-hoje)
Durante a revolução da Cabanagem, ocorrida na primeira metade do século XIX, enquanto os revolucionários cabanos tomaram a capital Belém do Pará, em 1835, na então vila de Santarém, o juiz da comarca local adotou medidas cautelares de repressão aos revoltosos. Em razão disso, os cabanos se refugiaram em um lugar chamado de Ecuipiranga, às margens do rio Amazonas, resistindo às tropas do Governo Imperial até o ano de 1837.
A então vila de Santarém foi elevada à categoria de cidade, em 24 de outubro de 1848, por decisão do governo provincial da época, quando promulgou a Lei provincial nº 145/1848.
Em 1961, o município de Santarém sofre uma perda territorial com a emancipação do distrito de Aveiro, o qual vem a constituir o atual município de Aveiro, conforme a Lei Estadual n.º 2.460, de 29 de dezembro de 1961.
Em 1995, foi a vez do distrito de Belterra se emancipar do território de Santarém para formar um município autônomo também chamado de Belterra.
Entre 1995 e 1999, ocorre uma controversa campanha de emancipação no distrito de Mojuí dos Campos. Este processo de secessão territorial enfrentou anos de disputas judiciais que se encerraria somente entre os anos de 2009 a 2011, quando o STF reconheceu o referido distrito como um município putativo, validando o plebiscito realizado em 1999 e, somente em 1 de janeiro de 2013, ocorreu a efetiva separação desse distrito com a instalação do município de Mojuí dos Campos.

## Geografia
Santarém localiza-se na Mesorregião do Baixo Amazonas, na margem direita do Rio Tapajós, sendo a terceira maior cidade do estado do Pará e o principal centro socioeconômico do oeste do estado, porque oferece melhor infraestrutura econômica e social (como escolas, hospitais, universidades, estradas, portos, aeroportos, comunicações, indústria e comércio e etc) e possui um setor de serviços mais desenvolvido. Possui uma área de 22 887,080 km², sendo que 77 km² estão em perímetro urbano. Em frente à cidade o Rio Tapajós se encontra com o Rio Amazonas, formando o famoso encontro das águas, um dos principais cartões postais da cidade.

### Hidrografia

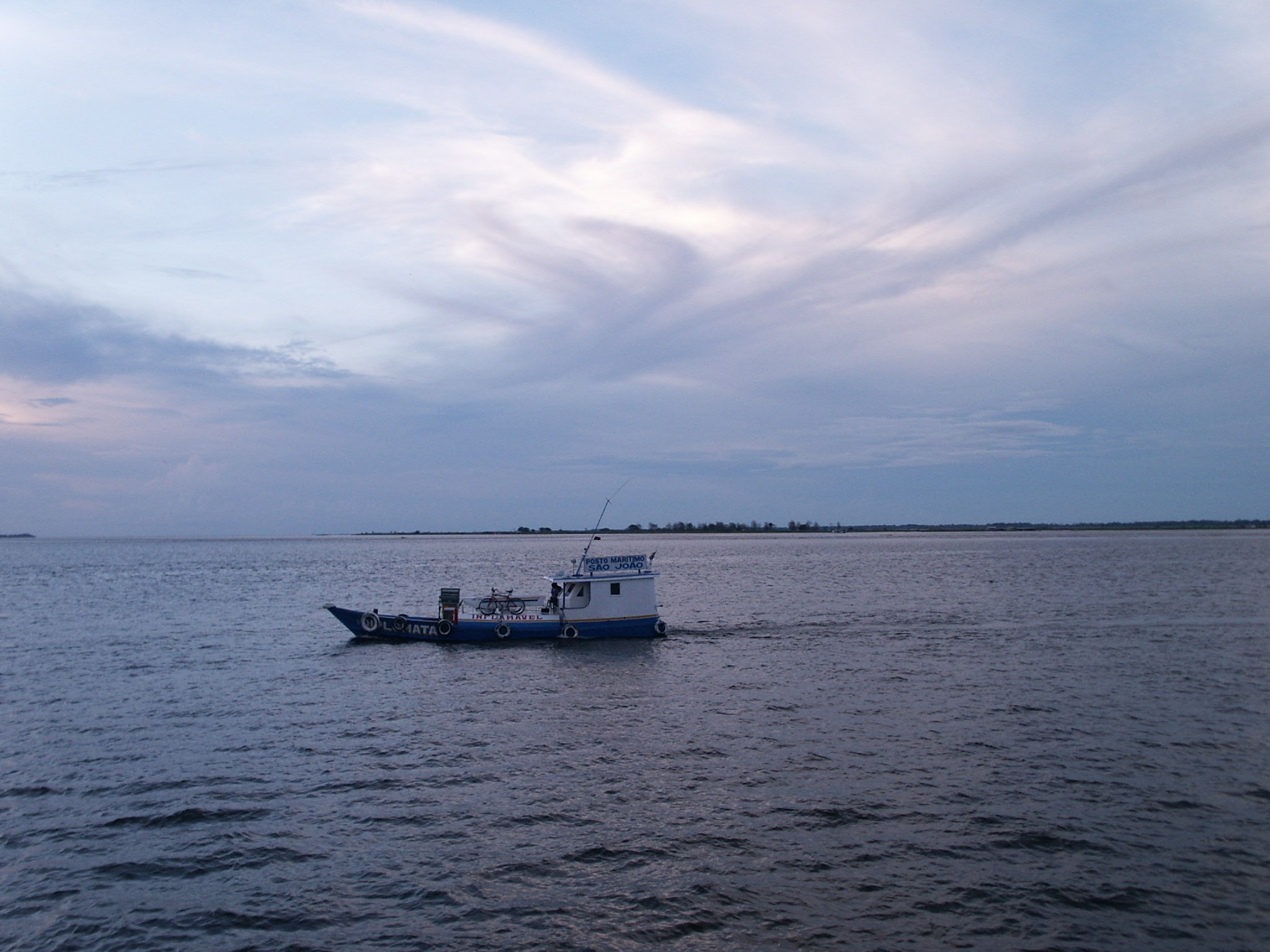
Rio Tapajós

A rede hidrográfica foi dividida em seis bacias, sendo, a Bacia do Rio Amazonas que abrange mais 1/6 de toda extensão territorial do município, a Bacia do Rio Arapiuns que está localizada na porção oeste do município, entre as bacias do Tapajós e do Amazonas e ocupa uma superfície de aproximada de 7.064 km², correspondendo a cerca de 28% de todo espaço municipal, a Bacia do Rio Tapajós que é a segunda extensão territorial, dentro das terras do município, as Bacias dos rios Moju, Mojuí dos Campos que são tributárias da bacia do rio Curuá-Una e formam juntas toda a malha hídrica existente na chamada "Região do Planalto", composta por inúmeros igarapés e rios de pequeno porte, todos convergentes para o rio central, o Curuá-Una.

### Clima
| Maiores acumulados de precipitação em 24 horas registrados em Santarém (Taperinha) por meses (INMET, 1961-1981) | Maiores acumulados de precipitação em 24 horas registrados em Santarém (Taperinha) por meses (INMET, 1961-1981) | Maiores acumulados de precipitação em 24 horas registrados em Santarém (Taperinha) por meses (INMET, 1961-1981) | Maiores acumulados de precipitação em 24 horas registrados em Santarém (Taperinha) por meses (INMET, 1961-1981) | Maiores acumulados de precipitação em 24 horas registrados em Santarém (Taperinha) por meses (INMET, 1961-1981) | Maiores acumulados de precipitação em 24 horas registrados em Santarém (Taperinha) por meses (INMET, 1961-1981) |
| Mês | Acumulado | Data | Mês | Acumulado | Data |
| --- | --- | --- | --- | --- | --- |
| Janeiro | 106 mm | 11 de janeiro de 1978                                                                                           | Julho | 74,4 mm | 26 de julho de 1981                                                                                             |
| Fevereiro | 170,2 mm | 6 de fevereiro de 1971                                                                                          | Agosto | 84,2 mm | 22 de agosto de 1979                                                                                            |
| Março | 165 mm | 6 de março de 1978                                                                                              | Setembro | 79,4 mm | 29 de setembro de 1973                                                                                          |
| Abril | 128,7 mm | 10 de abril de 1969                                                                                             | Outubro | 99,2 mm | 31 de outubro de 1962                                                                                           |
| Maio | 95,3 mm | 10 de maio de 1968                                                                                              | Novembro | 86,4 mm | 16 de novembro de 1980                                                                                          |
| Junho | 55,3 mm | 16 de junho de 1961                                                                                             | Dezembro | 111,2 mm | 24 de dezembro de 1963                                                                                          |

O clima dominante é quente e úmido, característico das Florestas Tropicais. Não está sujeito a mudanças significativas de temperatura devido sua proximidade da linha do equador. A temperatura média anual compensada é de 26 °C, com umidade relativa média do ar de 86%. O índice pluviométrico é superior a 2000 mm/ano, com maior intensidade no chamado período de "inverno", que ocorre de dezembro a maio, quando a precipitação média mensal varia de 120 mm a 380 mm. Nos meses de junho a novembro ocorre o período mais seco, correspondendo ao "verão" regional. Nesse período, ocorrem as menores precipitações pluviais registradas na região, com valores médios inferiores a 60 mm, em setembro e outubro.
Segundo dados do Instituto Nacional de Meteorologia (INMET), entre 1961 e 1981 a temperatura mínima absoluta registrada em Santarém (Taperinha) foi de 17,5 °C em 31 de julho de 1969 e a maior atingiu 36,7 °C em 19 de novembro do mesmo ano. O maior acumulado de precipitação registrado em 24 horas foi de 170,2 milímetros em 6 de fevereiro de 1971. Outros grandes acumulados foram 165 mm em 6 de março de 1978, 140,4 mm em 27 de março de 1981, 128,7 mm em 10 de abril de 1969, 127,2 mm em 14 de março de 1968, 116,6 mm em 23 de abril de 1977, 114 mm em 11 de março de 1969, 112,8 mm em 24 de março de 1981, 111,2 mm em 24 de dezembro de 1963, 106,4 mm em 27 de março de 1965, 106 mm em 11 de janeiro de 1978, 105,6 mm em 2 de março de 1968, 104,9 mm em 8 de fevereiro de 1963 e 101,8 mm em 20 de março de 1970. O índice mais baixo de umidade relativa do ar foi registrado nas tardes dos dias 19 de novembro de 1969, 28 de novembro de 1969, 2 de dezembro de 1969 e 20 de julho de 1970, de 45%.
| Dados climatológicos para Santarém (Taperinha, 1961-1990) | Dados climatológicos para Santarém (Taperinha, 1961-1990) | Dados climatológicos para Santarém (Taperinha, 1961-1990) | Dados climatológicos para Santarém (Taperinha, 1961-1990) | Dados climatológicos para Santarém (Taperinha, 1961-1990) | Dados climatológicos para Santarém (Taperinha, 1961-1990) | Dados climatológicos para Santarém (Taperinha, 1961-1990) | Dados climatológicos para Santarém (Taperinha, 1961-1990) | Dados climatológicos para Santarém (Taperinha, 1961-1990) | Dados climatológicos para Santarém (Taperinha, 1961-1990) | Dados climatológicos para Santarém (Taperinha, 1961-1990) | Dados climatológicos para Santarém (Taperinha, 1961-1990) | Dados climatológicos para Santarém (Taperinha, 1961-1990) | Dados climatológicos para Santarém (Taperinha, 1961-1990) |
| Mês                                                       | Jan                                                       | Fev                                                       | Mar                                                       | Abr                                                       | Mai                                                       | Jun                                                       | Jul                                                       | Ago                                                       | Set                                                       | Out                                                       | Nov                                                       | Dez                                                       | Ano                                                       |
| --------------------------------------------------------- | --------------------------------------------------------- | --------------------------------------------------------- | --------------------------------------------------------- | --------------------------------------------------------- | --------------------------------------------------------- | --------------------------------------------------------- | --------------------------------------------------------- | --------------------------------------------------------- | --------------------------------------------------------- | --------------------------------------------------------- | --------------------------------------------------------- | --------------------------------------------------------- | --------------------------------------------------------- |
| Temperatura máxima recorde (°C)                           | 35                                                        | 32,9                                                      | 32,8                                                      | 33,4                                                      | 33,5                                                      | 34,3                                                      | 34,6                                                      | 34,6                                                      | 35,1                                                      | 35,8                                                      | 36,7                                                      | 35,7                                                      | 36,7                                                      |
| Temperatura máxima média (°C)                             | 30,7                                                      | 30,1                                                      | 30,2                                                      | 30,2                                                      | 30,3                                                      | 30,6                                                      | 31                                                        | 31,8                                                      | 32,3                                                      | 32,9                                                      | 32,6                                                      | 31,7                                                      | 31,2                                                      |
| Temperatura média (°C)                                    | 25,8                                                      | 25,5                                                      | 25,5                                                      | 25,6                                                      | 25,7                                                      | 25,5                                                      | 25,4                                                      | 26,1                                                      | 26,6                                                      | 26,9                                                      | 26,9                                                      | 26,2                                                      | 26                                                        |
| Temperatura mínima média (°C)                             | 22,2                                                      | 22,1                                                      | 22,1                                                      | 22,3                                                      | 22,3                                                      | 21,9                                                      | 21,4                                                      | 21,9                                                      | 22,4                                                      | 22,4                                                      | 22,6                                                      | 22,3                                                      | 22,2                                                      |
| Temperatura mínima recorde (°C)                           | 18,6                                                      | 18,9                                                      | 18,3                                                      | 19,2                                                      | 18,9                                                      | 18,7                                                      | 17,5                                                      | 19                                                        | 19,4                                                      | 17,8                                                      | 18,1                                                      | 18,8                                                      | 17,5                                                      |
| Precipitação (mm)                                         | 193,9                                                     | 273,5                                                     | 382,9                                                     | 347,1                                                     | 273,6                                                     | 152,2                                                     | 130                                                       | 63,6                                                      | 57,5                                                      | 53,8                                                      | 71,1                                                      | 119,7                                                     | 2 118,9                                                   |
| Dias com precipitação (≥ 1 mm)                            | 16                                                        | 18                                                        | 22                                                        | 21                                                        | 22                                                        | 16                                                        | 12                                                        | 8                                                         | 7                                                         | 5                                                         | 5                                                         | 10                                                        | 162                                                       |
| Umidade relativa (%)                                      | 86,9                                                      | 88,6                                                      | 89,1                                                      | 89,2                                                      | 89,8                                                      | 89,3                                                      | 87,4                                                      | 84,9                                                      | 82,3                                                      | 80,2                                                      | 80                                                        | 83,1                                                      | 85,9                                                      |
| Insolação (h)                                             | 143,2                                                     | 108,5                                                     | 111,1                                                     | 125,5                                                     | 139,9                                                     | 167,1                                                     | 205,1                                                     | 234,4                                                     | 218,6                                                     | 222,4                                                     | 189,5                                                     | 166,3                                                     | 2 031,6                                                   |
| Fonte: INMET (recordes de temperatura de 1961 a 1981).    |                                                           |                                                           |                                                           |                                                           |                                                           |                                                           |                                                           |                                                           |                                                           |                                                           |                                                           |                                                           |                                                           |

## Demografia
A população de Santarém era de 331,942 habitantes, conforme o censo realizado pelo Instituto Brasileiro de Geografia e Estatística (IBGE) em 2010, o que a colocou na posição de sétima cidade mais populosa da região norte do Brasil, após Manaus, Belém, Porto Velho, Ananindeua, Macapá e Rio Branco. Destes, 51,5% da população eram homens e 48,5 % eram mulheres.

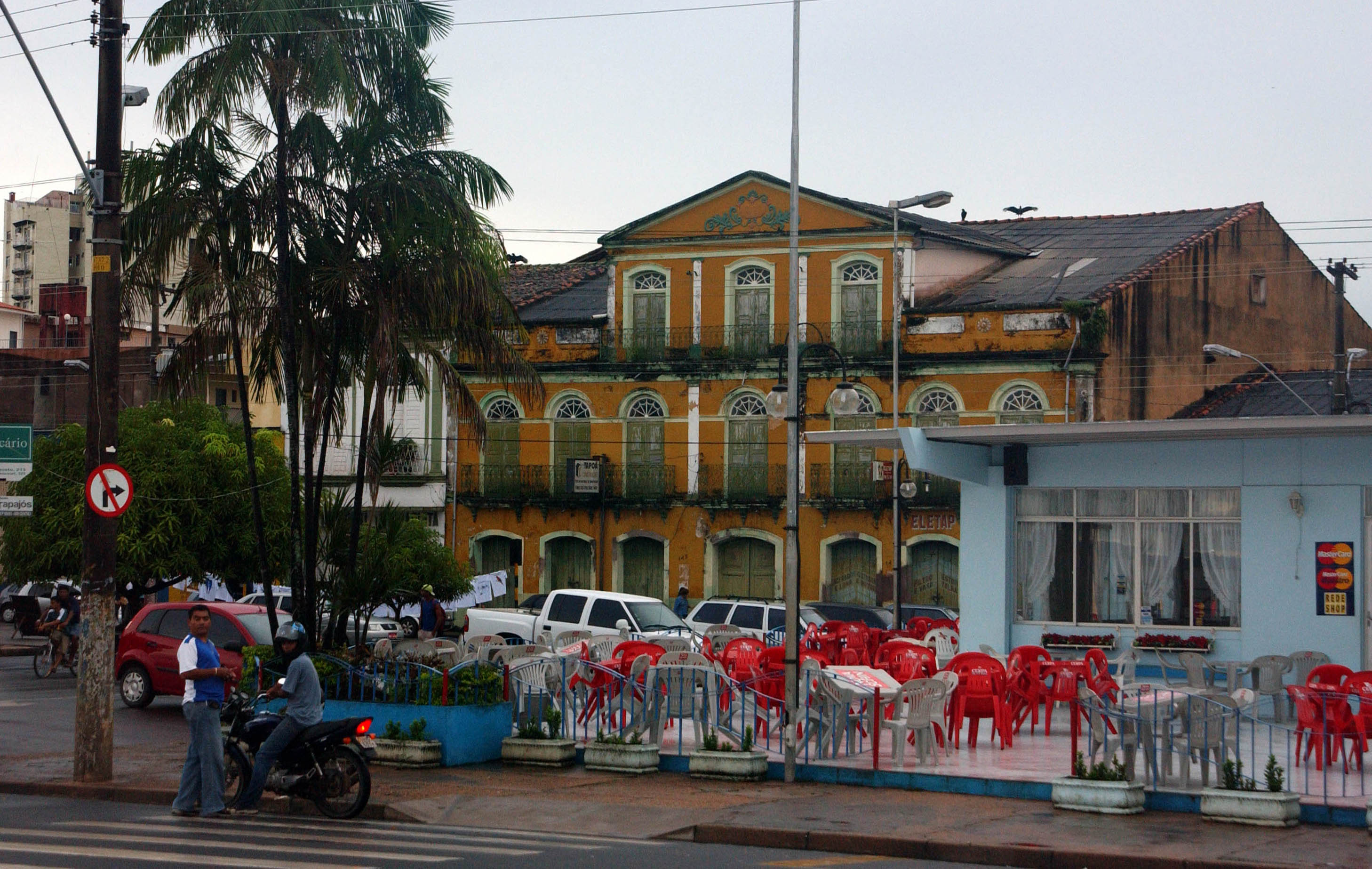
Praça do Pescador. (ao fundo "Solar do Barão")

Santarém teve discreta diminuição da população do período de 1996 a 1999, possivelmente resultado da evasão provocada pelo declínio das atividades do ciclo do ouro na segunda metade da década de 80. Além disso, a partir da década de 1980 até 2000, teve uma diminuição da população que vive na zona rural e um aumento da população da zona urbana, do qual pode ser atribuído a vários fatores, tais como: assistência técnica incipiente, dificuldades de acessos a céditos, carência de infraestrutura básica (escola, posto de saúde, manutenção de estradas, ramais, vicinais), transporte público deficiente e outros.
Desde 2000 vem tendo um crescimento elevado na sua população e um dos fatores que influenciam isso, são a melhoria na infraestrutura urbana, saúde, escolas e outros. No entanto, em 2008, verifica-se uma diminuição na população, devido a emancipação da vila de Mojuí dos Campos para município independente. Em 2020 a população estimada pelo IBGE é de 306.480 habitantes.

### Religião
A cidade de Santarém foi fundada a partir do aldeamento indígena promovido pelo padre João Filipe Bettendorf, que desde sua chegada, em 1661, implantou o catolicismo romano entre os nativos, substituindo gradualmente os costumes indígenas até então arraigados. Missionários de diversas ordens religiosas promoveram a catequese na localidade. 
Após a criação da Prelazia de Santarém, em 1903, e com a chegada dos capuchinhos alemães, a evangelização foi intensificada, com a criação de internatos, hospital e a construção de novas capelas. Fruto deste período é o Círio de Nossa Senhora da Conceição, maior festa religiosa da região Oeste do Pará, realizado anualmente e que, em 2017, reuniu 200 mil fiéis.
Fundada por sacerdotes católicos e de cultura profundamente católica, Santarém possui locais de culto e adeptos de variadas religiões sem que haja notícia de conflitos religiosos. De acordo com dados de 2010 do IBGE, a população de Santarém está composta por: católicos (68,1%); protestantes (25,4%); pessoas sem religião (4,0%); Testemunhas de Jeová (0,6%); Mórmons (0,3%); espíritas (0,1%); outros credos (1,5%).

## Acesso
O transporte aéreo é realizado através de voos diários por aeronaves de diferentes dimensões. Aeronaves a jato de grande porte levam aproximadamente uma hora de viagem até as cidades de Belém e Manaus, se estendendo, a partir das mesmas, para outras regiões do país (nordeste, centro-oeste, sul, sudeste) e exterior.
Por via terrestre o acesso até a Capital do Estado é possível através da BR-163 (Rodovia Federal Santarém-Cuiabá), ligando Santarém ao município de Rurópolis, com 229 km de estrada, cruzando a partir daí a BR-230 (Rodovia Transamazônica), percorrendo 90 km até o município de Placas, passando por diversos municípios (Uruará, Medicilândia, Brasil Novo, Altamira, Belo Monte, Anapu, Pacajá, Novo Repartimento) até chegar em Tucuruí via BR-422, em seguida percorre os municípios de Breu Branco, Goianésia, Tailândia, Moju, Abaetetuba, Barcarena, Ananindeua, para finalmente alcançar a BR-316, e a cidade de Belém, através de linhas regulares de ônibus.
A modalidade hidroviária é o mais importante meio de locomoção de passageiros e transporte de cargas devido à existência dos vários rios que formam a rede hidrográfica (Amazonas, Tapajós, Arapiuns, Curuá-Una, Moju e Mojuí) e desempenha importante papel na economia local. Embarcações de médio porte fazem a navegação fluvial para as cidades de Belém (Pará), Manaus e Macapá. As embarcações de grande porte fazem a navegação de longo curso. De Santarém para a capital do Estado, via fluvial, são 880 quilômetros de distância e para Manaus são 756 quilômetros.

## Infraestrutura

### Transporte

#### Fluvial
O transporte fluvial na cidade é muito comum e a infraestrutura portuária é constituída por portos de grande movimento. O Porto de Santarém é um porto fluvial de jurisdição federal administrado pela Companhia Docas do Pará. Juntamente ao Porto de Belém são os mais próximos dos Estados Unidos. Possui capacidade de receber navios de grande porte, permite a atracação de navios de até 10 metros de calado no período da estiagem e de até 16 metros de calado no período de cheia dos rios. Tem uma extensão acostável no total de 520 metros e 380 metros no píer.
O porto da Cargill é um porto graneleiro de jurisdição privada localizada na área da Companhia Docas do Pará. O terminal escoa soja para o exterior e tem capacidade para armazenar 60 mil toneladas de soja, o que corresponde a um navio que transporta 55 mil toneladas de soja. Há também portos improvisados de jurisdição municipal, como o porto localizado na Praça Tiradentes onde atracam embarcações de médio e pequeno porte. Atualmente a prefeitura está construindo um novo terminal hidroviário, o que quando inaugurado substituirá o porto improvisado da Praça Tiradentes que encontra-se em condições precárias.

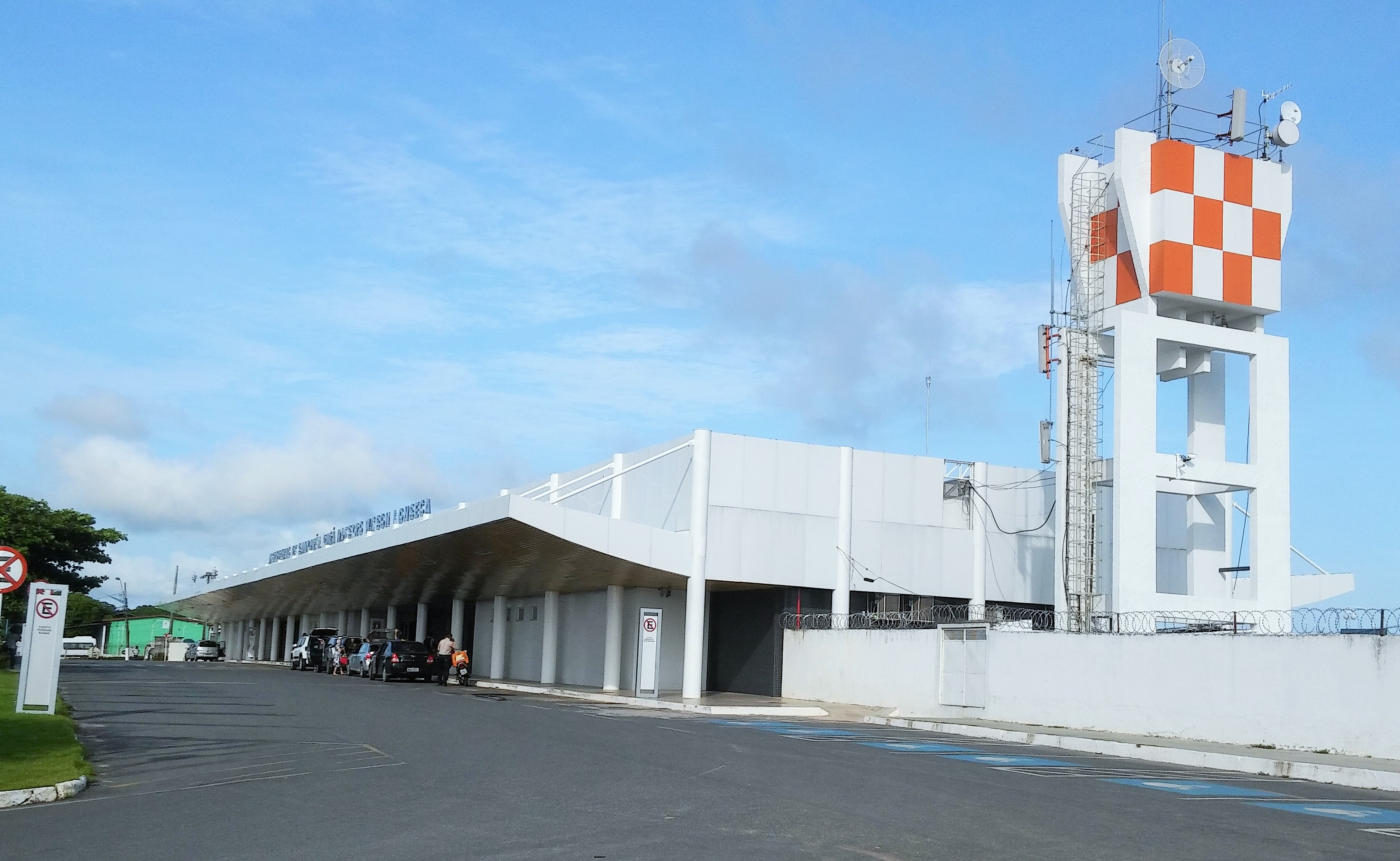
Aeroporto Internacional de Santarém — Maestro Wilson Fonseca

#### Aéreo
Santarém é servida pelo Aeroporto Internacional Maestro Wilson Fonseca, o quinto mais movimentado aeroporto do Norte do país, recebendo anualmente 400 mil passageiros. Situa-se a 15 quilômetros do centro da cidade. Possui uma área patrimonial de 11.000.000 m² e pista de pouso em concreto asfáltico com 2.400 m por 45 m, com capacidade para receber 225.000 passageiros por ano. O aeroporto encontra-se em fase de reforma e ampliação que prevê a duplicação da sala de desembarque, duplicação da sala de embarque, aumento do estacionamento de veículos e a revitalização geral do sistema elétrico e de refrigeração.

#### Rodoviário
Santarém possui uma rodoviária que atende as necessidades do meio de transporte terrestre. A Rodovia Santarém-Cuiabá (BR-163) é a rodovia federal que liga Santarém ao município de Cuiabá, no estado do Mato Grosso. A rodovia tem mais de 1 700 quilômetros, a sua extensão em Santarém é de 165 quilômetros (incluindo Belterra). De Santarém até Rurópolis, a rodovia é pavimentada. Seis estradas estaduais percorrem em Santarém e prefazem um total de 253 quilômetros, dos quais 144 quilômetros são de revestimento primário e 109 quilômetros são de revestimento asfáltico. São elas:
- PA-257 ou "Translago", que liga Santarém ao município de Juruti e tem 150 quilômetros de extensão;
- PA-370 ou "Santarém-Curua-Una", que liga o centro urbano de Santarém à Usina Hidrelétrica Curuá-Una e tem 67 quilômetros de extensão;
- PA-433 ou "Santarém-Jabuti", que liga a comunidade de Tabocal em Santarém à comunidade de Jabuti, já no município de Mojuí dos Campos e tem 36 quilômetros de extensão;
- PA-457 ou "Rodovia Everaldo Martins", que liga o centro urbano de Santarém à Alter do Chão e tem 29 quilômetros de extensão;
- PA-431, que liga a comunidade Santa Rosa em Santarém passando por Mojuí dos Campos até a comunidade São José e tem 24 quilômetros de extensão;
- PA-255, que liga o distrito portuário de Santana do Tapará (na margem esquerda do Rio Amazonas) a cidade de Monte Alegre e tem 86 quilômetros de extensão.

Além dessas rodovias existe uma rodovia municipal, a Rodovia Engenheiro Fernando Guilhon, que tem 12 quilômetros de extensão e faz a ligação entre a cidade de Santarém e o aeroporto.

#### Viário
São vias de grande importância econômica complementadas pelo sistema rodoviário municipal, a Rodovia Fernando Guilhon, que liga o centro urbano de Santarém ao Aeroporto Internacional de Santarém e tem 15 quilômetros de extensão e outras estradas vicinais.
Na cidade de Santarém existem 670,41 quilômetros de vias urbanas, das quais 358,36 quilômetros formam o leito natural do sistema viário (o que corresponde a 53,45%), 162,45 quilômetros são de vias asfaltadas (totalizando 27,94%) e 149,60 quilômetros são de piçarras (perfazendo 22,32%). Em Alter do Chão existem 40,74 quilômetros de vias, das quais 9,15 quilômetros estão asfaltadas.

##### Principais logradouros
| - Avenida Cuiabá - Avenida Tapajós - Avenida Mendonça Furtado - Avenida Barão do Rio Branco - Avenida Rui Barbosa | - Avenida Borges Leal - Avenida Magalhães Barata - Avenida Anysio Chaves - Avenida Curuá-Una - Avenida Dom Frederico Costa | - Rodovia Fernando Guilhon - Viaduto Gerardo Monteiro - Avenida Moaçara - Avenida Sergio Henn - Avenida São Sebastião - Avenida Magalhães Barata |

### Sistema de transporte público
Fazem parte do Sistema de Transporte Público de Passageiros: o transporte coletivo urbano, o transporte coletivo rodoviário suburbano e intramunicipal, o transporte coletivo hidroviário intramunicipal e intermunicipal, o transporte individual de passageiros em automóveis (Taxi), o transporte individual de passageiros em motocicletas (mototáxi), o transporte coletivo interdistrital e o transporte escolar.
O Sistema de Transporte Público de Passageiros é gerenciado pela Secretaria Municipal de Transportes, que gerencia a circulação viária, planeja e promove o desenvolvimento da circulação e da segurança no trânsito, pela Polícia Militar através do seu Batalhão de Trânsito (fiscalização) mediante serviço de cooperação mútua entre o governo do estado e a prefeitura, pela Polícia Rodoviária Federal, pela Capitania dos Portos, pela Agência Estadual de Regulação (ARCON), pelo DETRAN, órgão responsável pelo cadastramento das frotas, documentação de veículos e habilitação dos motoristas e pela Secretaria Executiva de Transporte do Estado do Pará (SETRAN), responsável pela construção, recuperação e conservação da malha rodoviária estadual.

### Saneamento básico
O saneamento básico é constituído por uma rede de esgoto sanitário numa extensão de 50 quilômetros, incompleto, pois não existe coletor principal, nem a estação de tratamento e nem o emissário. O sistema de drenagem abrange 53,32 quilômetros, o que equivale a 8,94% do sistema viário.
O abastecimento de água é efetuado pela Companhia de Saneamento do Pará (COSANPA), através de 18 poços tubulares profundos, com profundidade que varia de 180 a 270 metros profundos (captação subterrânea), totalizando 30 200 ligações ativas, com uma cobertura de 78% dos imóveis. Existem ainda 90 microssistemas como forma alternativa de abastecimento de água, sendo 19 na zona urbana, atendendo 5 188 famílias e 71 na zona rural, beneficiando um total de 7 800 famílias.
A coleta de lixo é terceirizada e alcança 100% dos domicílios da zona urbana, mais Mojuí dos Campos e Alter do Chão. O destino dos resíduos sólidos é o aterro municipal localizado na comunidade Perema, área do planalto, com capacidade para 200 toneladas ao dia.

### Energia elétrica
A distribuição e comercialização dos serviços de energia é efetuada pela Equatorial Pará, que é abastecida pela linha de transmissão da UHE da Usina Hidrelétrica de Tucuruí e pela Hidrelétrica Curuá-Una, com 30,3 megawatts de potência instalada. Em 2010 foi registrado pelo setor de tecnologia da informação da Secretaria Municipal de Finanças, através do Cadastro Multinalitário, a existência de 55.091 residências com energia elétrica em Santarém.

### Educação
A rede educacional conta com 457 escolas públicas municipais que atendem a 62 121 alunos, 44 estaduais, que oferecem educação especial, ensino médio e fundamental para 37 145 alunos, e 44 escolas particulares.
Doze instituições de ensino superior ofertam vagas para diversos cursos de graduação e pós-graduação no município, sendo que a principal do tipo é a Universidade Federal do Oeste do Pará (UFOPA).
Na educação técnica-profissionalizante existem inúmeras instituições públicas, privadas e sem fins lucrativos, oferecendo um grande número de vagas, não somente aos munícipes santarenos, mas também aos residentes em localidades vizinhas.

### Saúde
Os serviços de saúde pública são prestados pelo Sistema Único de Saúde (SUS), sob gestão municipal. A cobertura se dá nos níveis da atenção básica de promoção da saúde e prevenção de doenças, na assistência de média e alta complexidade (médicas ambulatoriais especializadas complementadas com diagnóstico de maior complexidade) e nos serviços de alta complexidade técnica e tecnológica que compreendem os serviços hospitalares especializados e os procedimentos ambulatoriais de alta complexidade.
As atividades da Secretaria Municipal de Saúde (SEMSA) são operacionalizadas por 1 745 servidores da área de saúde (médicos, enfermeiro, auxiliares, farmacêuticos, nutricionistas, psicólogos, terapeutas, odontólogos, técnicos, equipes dos programas de saúde e etc.).
Santarém dispõe de 461 leitos pelo SUS, quantidade inferior aos parâmetros preconizados pela portaria. O Relatório de Gestão da SEMSA, afirma que "a totalidade desses leitos está concentrada na área urbana, assim como a maioria dos Serviços Ambulatoriais de maior complexidade".
Na zona rural os serviços de saúde são ofertados através de 15 centros de saúde e 34 postos de saúde, com atuação permanente de enfermeiros, apoiados por agentes comunitários de saúde. Ambulanchas e unidades móveis terrestres e fluviais completam a estruturas da saúde na zona rural.

### Comunicações
O setor de comunicações é representado pelos provedores de internet, ZUM Telecom, WSP e Embratel, além de provedores sem fio disponibilizados pelas telefonias móveis, conta também com a telefonia fixa, Oi Fixo, Livre e Embratel, a telefonia móvel inclui as empresas Vivo, TIM e Claro, as edições locais da mídia impressa inclui, Jornal de Santarém, Estado do Tapajós, O Impacto, A Gazeta de Santarém e A Tribuna.
Na radiodifusão, atuam a TV Tapajós, TV Ponta Negra, TV Guarany, RBA TV Santarém, NITV, TV Encontro, TV Lago Verde e TV Amazônia e as rádios Guarany, Clube, Princesa, Rádio Rural de Santarém, 94 FM e Mix FM Santarém.
O Correios opera em Santarém através de uma agência central, uma franqueada, um centro de distribuição domiciliada e um terminal de cargas com todos os serviços que lhe são comuns nos grandes centros urbanos.

## Economia
Atualmente a economia de Santarém está assentada nos setores de comércio e serviços, no ecoturismo, nas indústrias de beneficiamento (madeira, movelarias, olarias, panificadoras, agroindústrias, beneficiamento de peixe etc.) e no setor agropecuário, que segundo o IDESP, na sua pesquisa sobre o Produto Interno Bruto dos municípios em 2008, destacou-se como maior produtor de arroz e soja do estado do Pará e como terceiro maior produtor de mandioca do estado e o quarto do Brasil.

### Agropecuária
O setor agropecuário se destaca na economia de Santarém, e é representado pelas atividades pesqueiras, pela pecuária de corte e leiteira, agricultura, pela avicultura, extrativismo etc. No entanto, segundo o CEAMA, Santarém compra semanalmente 120 toneladas de alimentos de outros mercados produtores.
Atualmente a agricultura familiar é o seguimento responsável pelo abastecimento de parte considerável dos produtos que chegam à mesa dos consumidores, considerando, por isso, de grande relevância para Santarém.
As principais culturas cultivadas pela agricultura familiar são, verduras e legumes, as culturas do milho, mandioca, arroz, feijão, coco, banana, café, laranja, limão, maracujá, melancia, fibra de curauá, pimenta do reino, tomate, tangerina, urucu, polpas de frutas, produção de açaí e castanha do Pará. Destacam-se ainda os produtos medicinais e aqueles voltados para a indústria de cosméticos, cumaru, óleo de copaíba, andiroba, mel de abelhas, leite de Amapá, sucuba, jenipapo etc.

### Indústria
O setor secundário é representado pelas chamadas indústrias leves, de pequeno porte, que utilizam processos semi-indústrias, limitando-se ao beneficiamento de alguns produtos primários e extrativos, tais como processamento de madeira, moveleiras, beneficiamento de látex, usinas de beneficiamento de arroz e de castanha, casas de farinha, indústrias de beneficiamento de pescado, produção de alimentos (panificadoras, torrefações, fabrica de refrigerantes), fábricas de gelo e sabão, agroindústrias, pequenas unidades artesanais que trabalham com madeira, barro, couro e fibra, marcenarias, indústrias de cerâmica (tijolo, telha etc.), material impresso, vestuário e confecções. Em 2008 a participação do setor industrial no Produto Interno Bruto de Santarém foi de 14%.

### Turismo

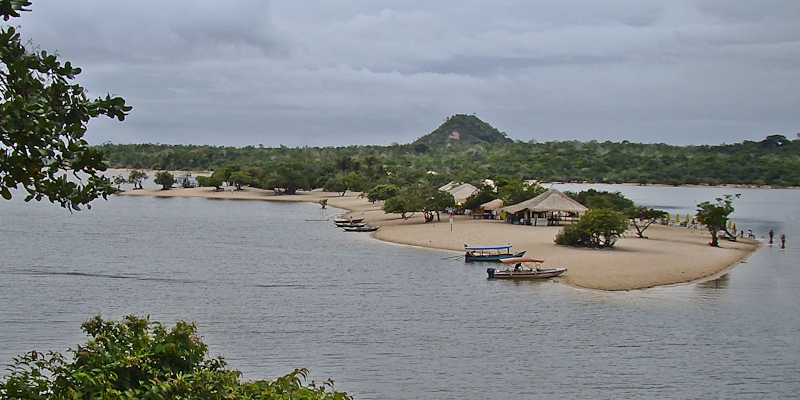
Alter do Chão é a praia de água doce mais bonita do mundo segundo o jornal The Guardian.

Santarém apresenta vocação natural para o ecoturismo, o turismo de base comunitária, o turismo histórico e cultural, o turismo gastronômico, o turismo religioso e o turismo de aventura. Também apresenta grande potencial para desenvolver outros segmentos como o turismo de eventos e negócios.
Considerada oficialmente pelo Ministério do Turismo como uma cidade turística desde 1998, Santarém tem bons indicadores e qualidades para desenvolver os diversos segmentos do turismo destacando-se:
- As belezas naturais: mais de 100 quilômetros de praias de água doce que mais se parecem com o mar, cachoeiras, sítios arqueológicos, fauna, florestas, lagos, igarapés, trilhas, ilhas, o espetáculo encontro dos rios Amazonas e Tapajós em frente a cidade, unidade de conservação e etc.;
- O patrimônio histórico, as edificações seculares, a cerâmica tapajônica, as peças arqueológicas da cultura tapajônica dos povos tapaius;

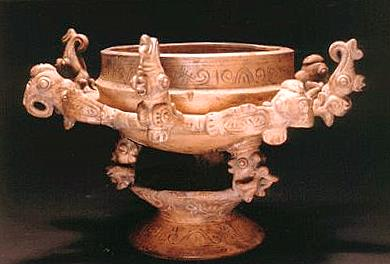
Cerâmica Tapajônica

- Cerâmica TapajônicaOs eventos culturais, como a festa do Sairé em Alter do Chão (quando acontece a disputa dos botos), o Círio de Nossa Senhora da Conceição, as festas religiosas, o teatro, a música, a poesia, a literatura, o folclore e etc;
- A inclusão de Santarém no seleto grupo dos 65 destino indutores do turismo no Brasil;
- Ser escolhido o município referência em ecoturismo pelo Ministério do Turismo;
- Ser selecionada em 2008 pela Revista Pequenas Empresas Grandes Negócios entre as 25 melhores cidades para empreender;
- A escolha de Alter do Chão como uma das melhores praias do Brasil e a melhor praia de água doce do mundo em 2009, pelo jornal inglês The Guardian;
- O destaque da praia de Alter do Chão durante o Salão do Turismo na cidade de São Paulo em 2010;
- O destaque na mídia nacional como detentora do maior reservatório de água subterrânea do planeta, o Aquífero Alter do Chão;
- A reportagem na National Geographic em 2010 sobre as civilizações pré-coloniais na Amazônia e o Sítio Arqueológico de Santarém que considera Santarém a cidade arqueológica mais antiga do Brasil;
- Em 2009 Santarém foi incluída no Plano das Cidades Históricas do Brasil pelo Ministério da Cultura e Instituto do Patrimônio Histórico e Artístico Nacional;
- É rota dos turistas internacionais que chegam em navios transatlânticos na Amazônia;
- É a sede do futuro Centre de Referências e Tradições Turísticas e Culturais do Tapajós;
- A culinária local que fez Santarém ser incluída no seleto Programa Caminhos do Sabor que tem a finalidade de agregar valor turístico através da gastronomia;

A oferta de infraestrutura turística é representada pelos hotéis com boas condições de recepção e hospedagem, pousadas, aeroporto internacional, restaurantes, porto com calado para receber navios transatlânticos, agências de viagem, sistemas de segurança pública, setor de comunicações, agências bancárias, lojas de artesanato, serviços de transporte, serviços e equipamentos de lazer.
Além do desenvolvimento do turismo, Santarém vive momentos de expectativas no contexto socioeconômico, cultural e político: o movimento em torno da criação do Estado do Tapajós, pois é cidade que está cogitada para ser a capital, também a construção do centro de referências e tradições turísticas e culturais do tapajós, a implantação da Zona de Livre Comércio e de um Distrito Industrial, o asfaltamento da BR-163, a instalação da ZPE etc.

## Subdivisões

### Distritos
Em 2010, segundo o IBGE, Santarém possuía quatro distritos: os distrito sede chamado Santarém, com 251.970 habitantes; Alter do Chão, com 8.078 hab.; Boim, com 11.043 e Curuai, com 16.726 residentes.

### Zonas distritais
| Zonas distritais de Santarém | Zonas distritais de Santarém | Zonas distritais de Santarém |
| ---------------------------- | ---------------------------- | ---------------------------- |
| Localização                  | População                    | Nº de bairros                |
| Distrito                     | est. de 2009                 | Bairros (somente oficiais)   |
| Aldeia'9                     | 76. 986                      |                              |
| Prainha'                     | 57 220                       | 10                           |
| Maicá                        | 9 891                        | 7                            |
| Nova República               | 23 067                       | 8                            |
| Santarenzinho e Maracanã     | 30 648                       | 10                           |

Santarém divide-se em seis zonas distritais na zona urbana: Grande Área da Aldeia, Grande Área da Prainha, Grande Área do Maicá, Grande Área da Nova República, Grande Área do Santarenzinho e Grande Área do Maracanã.
O distrito da Grande Área da Aldeia é o mais populoso, com 60 859 habitantes e também é o distrito mais importante, pois nele está localizado o centro, o Paraíso Shopping Center, o porto, a orla e outros locais muito frequentados pela população.

### Bairros
Santarém possui 48 bairros na zona urbana e o mais populoso deles é o bairro Alvorada que possui 15 mil habitantes e está localizado no Distrito da Grande Área do Santarenzinho.
| - Aeroporto Velho - Aldeia - Alvorada - Aparecida - Alter-do-Chão (vila) - Amparo - Área Verde - Boim (vila) - Caranazal - Cambuquira - Centro - Cipoal (vila) - Cohab - Conquista - Diamantino - Elcione Barbalho - Esperança - Fátima | - Floresta - Interventoria - Ipanema - Jaderlândia - Jardim Santarém - Livramento - Liberdade - Laguinho - Maicá - Mapiri - Mararu - Maracanã - Maracanã I - Matinha - Nova Vitória - Nova República - Novo Horizonte - Pérola do Maicá | - Planalto São José - Prainha - Rodagem - Salé - Salvação - Santana - Santa Clara - Santarenzinho - Santíssimo - Santo André - São Cristovão - São Francisco - São José Operário - Tabocal (vila) - Uruará - Urumari - Urumanduba - Vigia - Vista Alegre do Juá - Vitória-Régia |

Sub-bairros
- Bela Vista (grande área da Nova República)
- Jardim das Palmeiras (grande área do Maicá)
- Nova Jerusalém (grande área do Santarenzinho)

## Cultura
Uma das manifestações culturais no município é a cerâmica tapajônica que apresenta representações de humanos ou animais em relevo. Esta cerâmica é tão perfeita que chega a ser comparada com a mais fina porcelana chinesa. Existem peças de cerâmicas tapajônicas espalhadas por vários museus do mundo. Outra característica é o realismo da representação do homem ou do animal.

### Museus

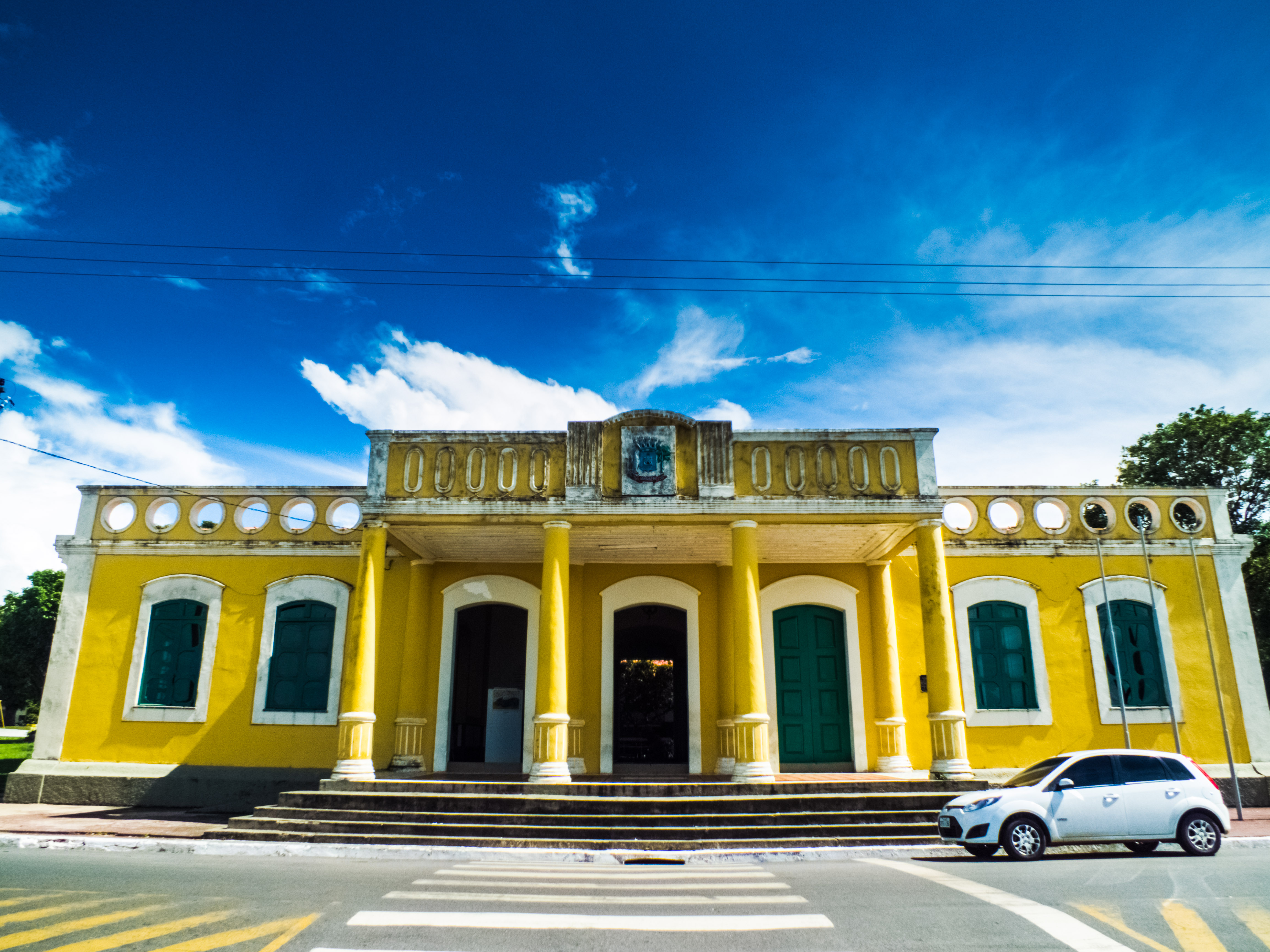
Museu João Fona

- O Centro Cultural João Fona foi construído entre os anos 1853 a 1868, onde funcionaram a intendência municipal, a prefeitura, o salão do juri, a câmera municipal e a cadeia pública. É o terceiro edifício mais antigo da cidade. Desde 1991 funciona como um museu onde estão abrigados a grande parte da cerâmica tapajônica e vários outros aspectos da cultura de Santarém. Além do Centro Cultural João Fona; também existem no município
- O Museu de História e Arte Sacra - MHAS funcionando desde 22 de junho de 2003.
- O Museu Dica Frazão.

### Teatro
Embora tenha o seu espaço parcialmente ocupado pelo Ministério Público do Pará, o tradicional Theatro Municipal Victória ainda possui um pequeno auditório, onde são apresentadas peças teatrais.

### Eventos
No mês de setembro acontece o Sairé, uma manifestação folclórica e religiosa realizada em Alter do Chão. Anualmente a festa atrai milhares de turistas, que durante cinco dias, cantam, dançam e participam de rituais religiosos e profanos, resultantes da miscigenação cultural entre índios e portugueses. É um dos principais festivais folclóricos do Brasil.
Evento religioso realizado pela Igreja da Paz Santarém que acontece todos os anos no mês de Julho no Estádio Colosso do Tapajós, que reúne milhares de pessoas que celebram três dias de muita música, dança, apresentações teatrais e muito mais.
Durante o final do mês de novembro é realizado o Círio de Nossa Senhora da Conceição (padroeira do município), cuja festa se estende até o dia 8 de dezembro, onde fiéis caminham cerca de 10 quilômetros em vias públicas do município e existe também a Caminha de Fé com Maria, cuja faz parte das festividades da padroeira, onde fiéis caminham desde igreja matriz município de Mojuí dos Campos até a Igreja Matriz de Santarém, totalizando um total de 37 quilômetros. Além disso existem festividades como o carnaval e o reveillon realizado na orla da cidade e em Alter do Chão.

### Futebol
Santarém se destaca no ramo do esporte, pois possui o Estádio Colosso do Tapajós, um dos maiores estádios da região norte do Brasil. Além disso, existem três  times de futebol no município como o São Raimundo Esporte Clube o São Francisco Futebol Clube e o Tapajós Futebol Clube.

### Feriados locais
Além dos feriados nacionais, o município reconhece outras três datas anuais como sendo feriado decretado: No dia 22 de junho, por ser a data de aniversário do município; e o dia 8 de dezembro, dia de Nossa Senhora da Conceição (padroeira de Santarém).